# Kerguelenente

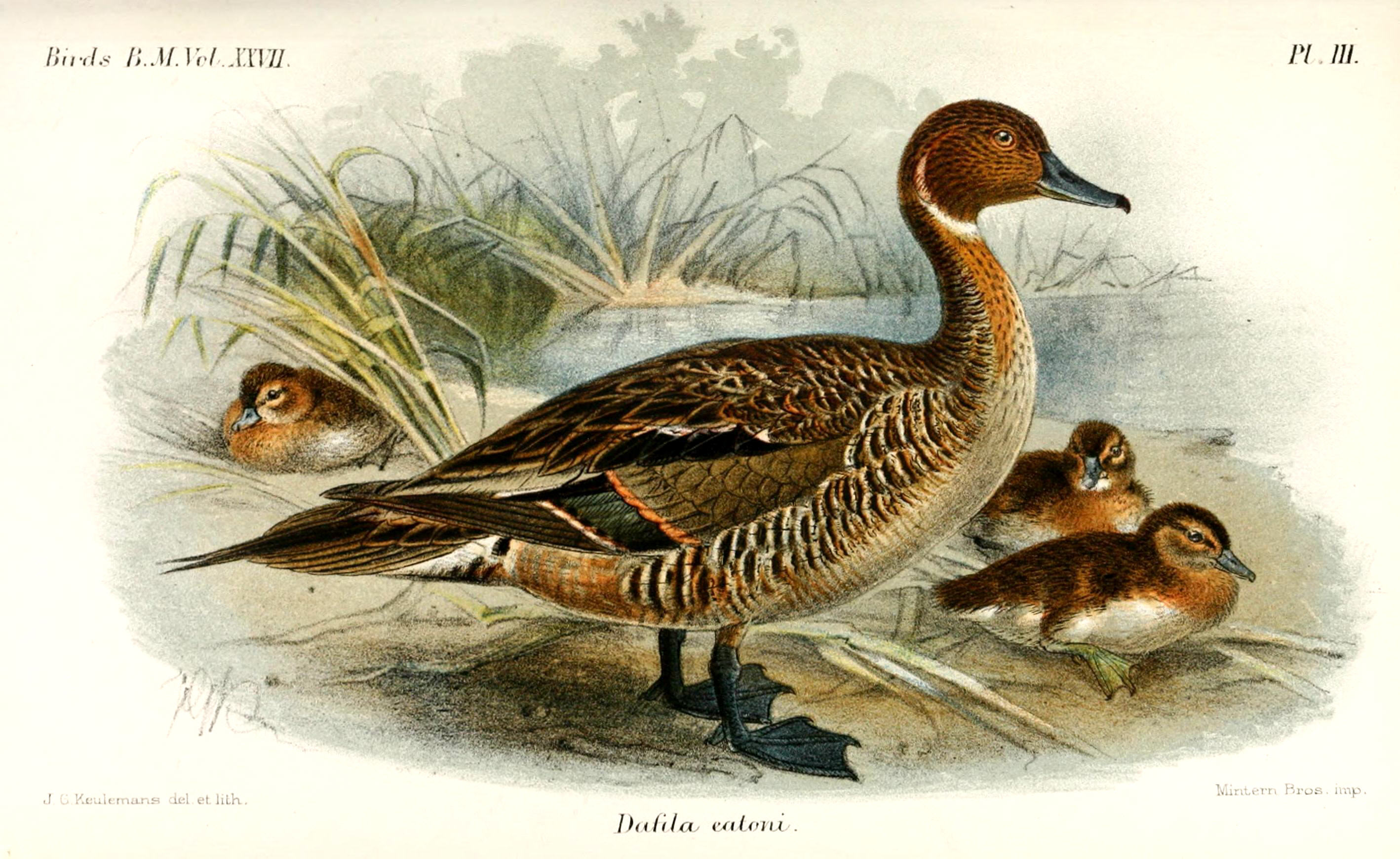
Kerguelenente

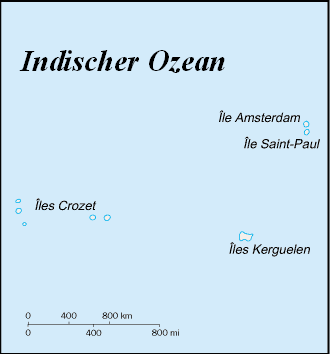
Das Verbreitungsgebiet der Kerguelenente mit Kerguelen, Crozetinseln, Sankt-Paul-Insel und Amsterdam-Insel

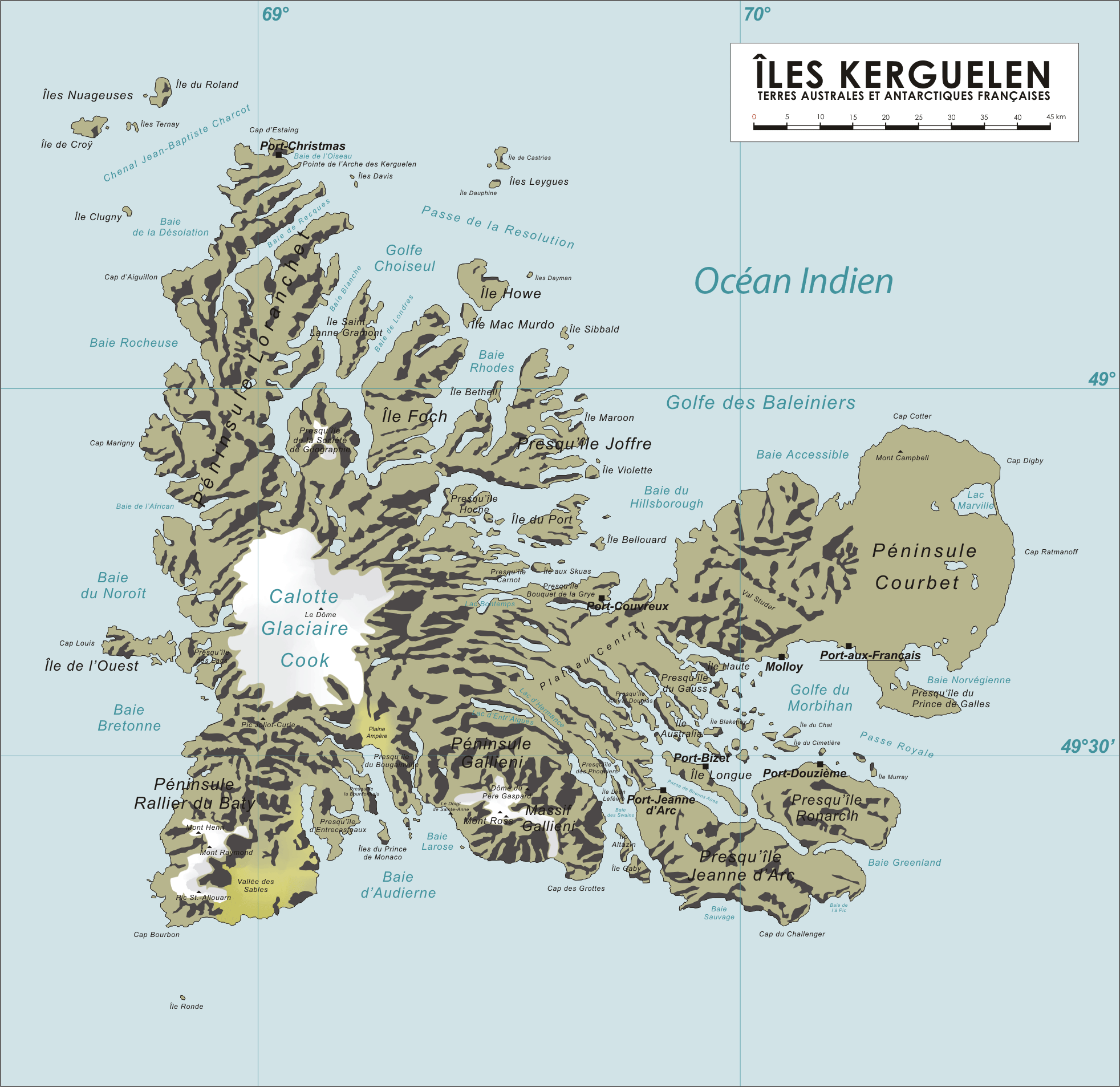
Kerguelen-Archipel, Verbreitungsgebiet der Nominatform

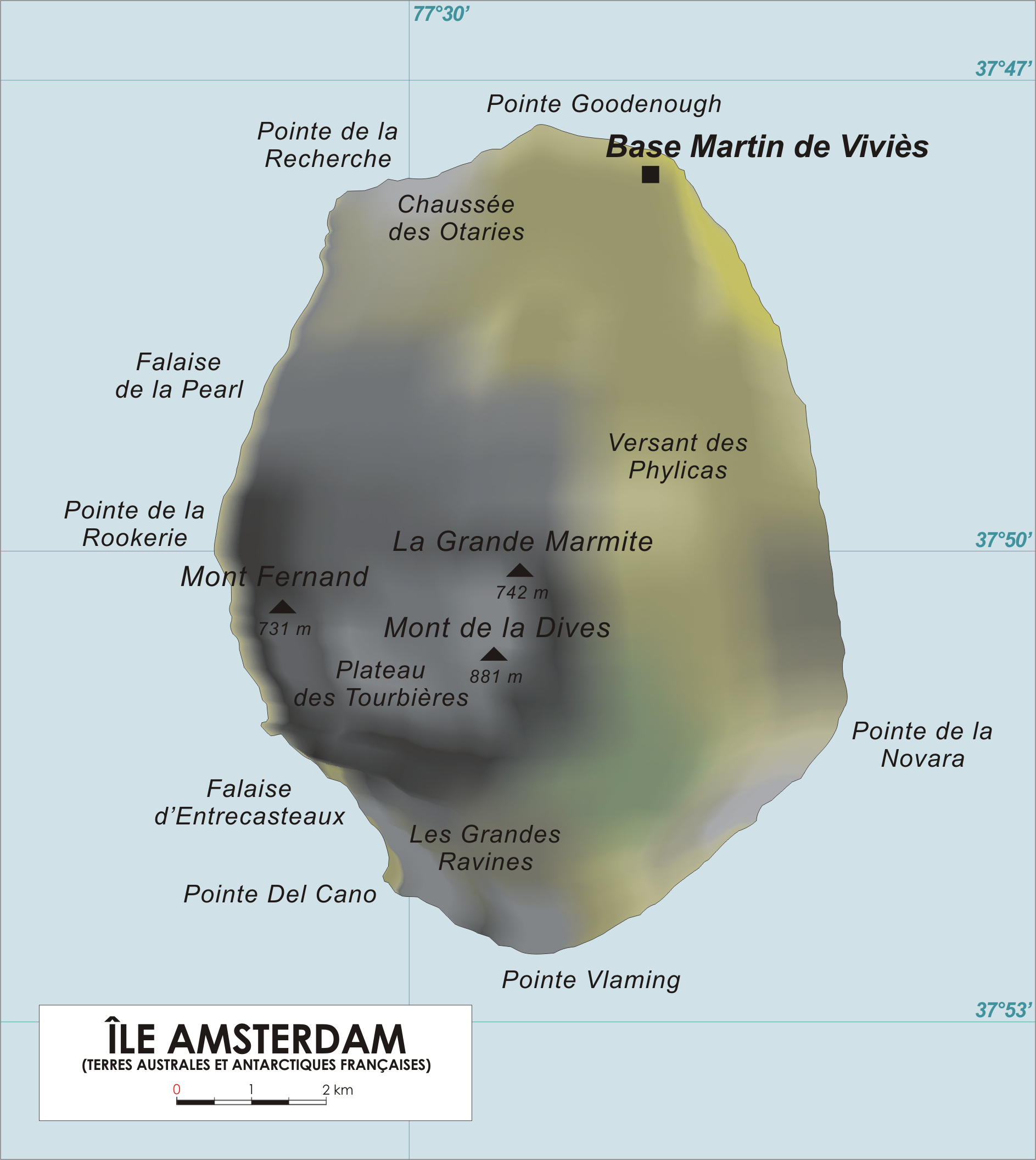
Amsterdam-Insel, Nominatform eingeführt

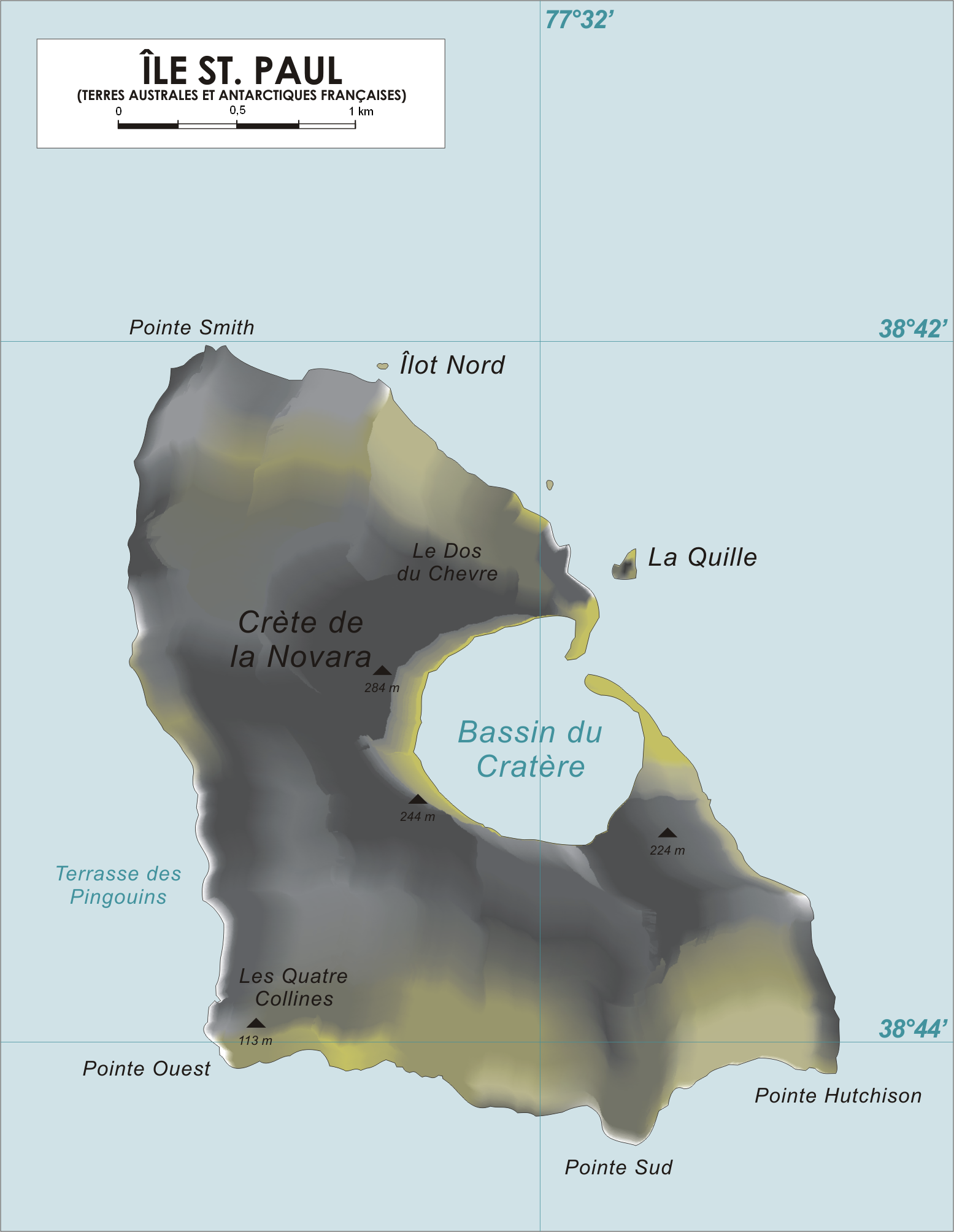
Sankt-Paul-Insel, Nominatform eingeführt

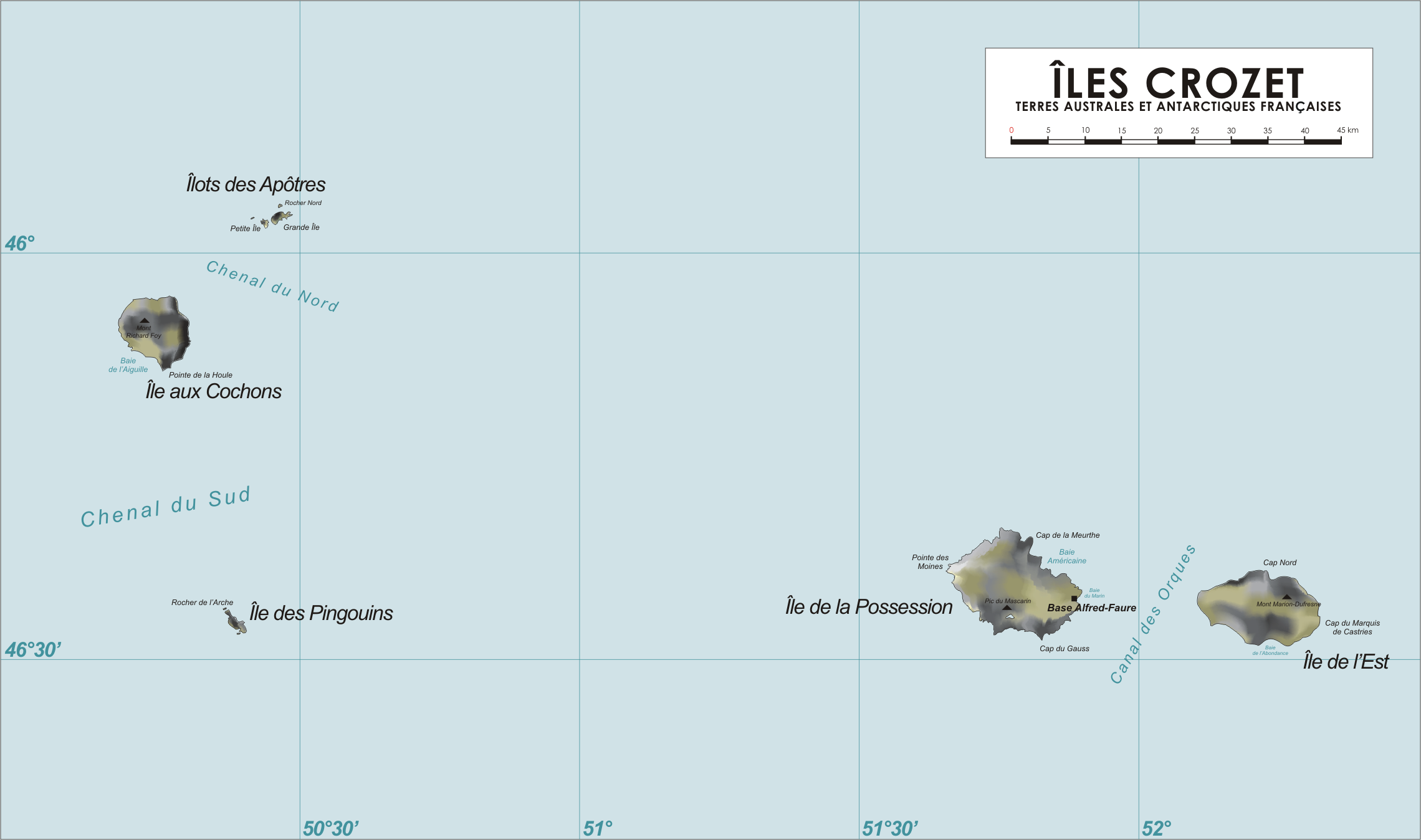
Crozetinseln, Verbreitungsgebiet der Unterart A. e. drygalskii

Die Kerguelenente (Anas eatoni), auch Eatonente oder Eatonspießente, ist ein Entenvogel, der den Schwimmenten zugerechnet wird. Es handelt sich um eine kleine, schlanke und dünnhalsige Gründelente mit einer überwiegend dunkel- und rotbraunen Körperoberseite.
Innerhalb der artenreichen Anatinae-Gattung Anas ist die Kerguelenente am engsten mit der südamerikanischen Spitzschwanzente (Anas georgica) und der Spießente (Anas acuta) verwandt. Die im südlichen Indischen Ozean als Inselform vorkommende Kerguelenente galt lange als eine Unterart der Spitzschwanzente. Mittlerweile wird ihr ein eigener Artstatus zuerkannt. Von der eingeführten Stockente abgesehen, ist sie die einzige Entenart auf dem Kerguelenarchipel, den Crozetinseln sowie den Inseln Sankt Paul und Amsterdam.

## Erscheinungsbild
Die Kerguelenente ist kleiner und etwas kompakter gebaut als die Spießente. Sie erreicht eine Körperlänge von 35 bis 40 Zentimetern. Die Flügelspanne beträgt 65 bis 70 Zentimeter. Das Gewicht beträgt 400 bis 500 Gramm. Der Schnabel ist auffällig schlank und kurz.
Die Art weist nur einen geringen Geschlechtsdimorphismus auf, was normalerweise nur bei Schwimmenten der Tropen und Subtropen auftritt. Das Federkleid ist an der Körperoberseite rotbraun, an der Körperunterseite hell- und zimtbraun. Etwa ein Prozent der Männchen haben ein etwas auffälligeres Federkleid. Bei ihnen ist der Kopf bräunlicher und sie haben am Hals weiße Streifen. Normalerweise sind die Männchen von den Weibchen aber nur an dem etwas farbreicheren Flügelspiegel und den leicht verlängerten mittleren Schwanzfedern zu unterscheiden.
Der Schnabel ist blaugrau mit einem schwarzen Strich auf dem Schnabelfirst. Die Beine sind dunkelgrau. Die Augen sind gelbbraun. Die Weibchen sind etwas kleiner und haben einen mattbraunen Flügelspiegel. Bei ihnen ist der Strich auf dem Schnabelfirst etwas weniger ausgeprägt. Jungenten gleichen den Weibchen, sind jedoch an der Körperunterseite stärker gestreift. Männliche Jungenten zeigen außerdem sehr frühzeitig einen auffälligeren Flügelspiegel. Die Küken weisen eine große Ähnlichkeit zu denen der Spießente auf. Sie sind aber etwas kleiner und blasser. Die Fleckungen auf dem Rücken und den Flügeln sind rotbraun und nicht weißlich wie bei der Spießente.
Kerguelenenten mausern zweimal jährlich das Kleingefieder und einmal jährlich die Schwingen. Der Unterschied zwischen Ruhe- und Prachtkleid ist bei den männlichen Kerguelenente deutlich weniger ausgeprägt als bei der Spießente. Das Gefieder ist lediglich etwas weniger gefleckt. Das Ruhekleid tragen die Männchen von Mai bis November. In dieser Zeit gleichen sie, vom Flügelspiegel abgesehen, weitgehend den Weibchen.
Verwechslungsmöglichkeiten bestehen nur mit der Spitzschwanzente, die gelegentlich als Irrgast im Verbreitungsgebiet der Kerguelenente vorkommt.

## Systematik
Bereits 1824 ist von James Francis Stephens vorgeschlagen worden, die Artengruppe der Spitzschwanzenten einer eigenen Gattung mit dem Gattungsnamen Dafila zuzuordnen. Dieser Vorschlag wird durch neue morphologische und molekularbiologische Erkenntnisse bestätigt, hat sich aber bislang nicht allgemein durchgesetzt.
Bei der Kerguelenente werden zwei Unterarten unterschieden. Die Nominatform A. e. eatoni kommt auf den Kerguelen, der Sankt-Paul-Insel und der Amsterdam-Insel vor. Die Unterart A. e. drygalskii ist nur auf den Crozetinseln verbreitet. Die beiden Unterarten sind nur schwer an körperlichen Merkmalen zu unterscheiden. Bei der auf den Crozetinseln lebenden Unterart ist die Körperunterseite etwas weniger stark gezeichnet. Flügel und Schnabel sind kürzer, dagegen sind die Tarsi sowie der Schnabelfirst etwas länger.

## Verbreitung
Die Nominatform ist eine endemische Art der Kerguelen. Der Kerguelen-Archipel liegt im südlichen Indischen Ozean auf 49° südlicher Breite und 70° östlicher Länge, etwa 4000 km von Australien, 3800 km von der südafrikanischen Küste und 2000 km von der Antarktis entfernt. Auf den nordöstlich davon liegenden Inseln Sankt Paul und Amsterdam wurde die Art eingeführt. Die Amsterdam-Insel ist etwa 10 km lang, 7 km breit und weist eine Fläche von 57,5 km² auf. Die höchste Erhebung ist der Mont de la Dives mit 867 m. Die Küsten sind sehr steil und unzugänglich, im Westen haben sich bis 660 m hohe Küstenkliffs gebildet. Die Sankt-Paul-Insel ist vulkanischen Ursprungs, liegt 92 Kilometer südlich der Amsterdam-Insel im Indischen Ozean und ist in ihrem höchsten Punkt, der Crète de la Novara, bis zu 268 m hoch. Die Kerguelenente kommt hier ganzjährig in Feuchtgebieten und entlang der Küste vor.
Die Unterart A. e. drygalskii kommt nur auf den Crozetinseln vor. Diese sind eine Gruppe vulkanischer Inseln im südlichen Indischen Ozean zwischen 46° und 47° südlicher Breite und zwischen 51° und 52° östlicher Länge. Sie umfassen eine Landfläche von etwa 350 km². Besiedelt werden fünf Inseln, die zu dieser Inselgruppe zählen. Dabei handelt es sich um die Inseln Île de la Possession, Île de l’Est, Île aux Cochons, Île des Pingouins und die Îlots des Apôtres, die alle Vegetation aufweisen.
Prägend für große Teile des Verbreitungsgebietes ist die Lage in den Roaring Forties, ganzjährig wehenden starken Winden aus westlicher Richtung, die unbeständiges Wetter, Regen und hohen Seegang verursachen und oft zu Stürmen werden. Das Klima ist kalt-ozeanisch. Auf den Kerguelen liegt das Jahresmittel bei 4,6 °C (schwankend zwischen 23 °C und knapp über 0 °C im Sommer und −5 bis −14 °C im Winter) und die Niederschläge bei 674 Millimeter pro Jahr mit einer relativen Trockenheit im Sommer. Die Flora der subantarktischen Inseln ist extrem artenarm. So kommen auf den Kerguelen 29 Pflanzenarten vor.

## Bestand
Der Bestand der Nominatform beträgt vermutlich zwischen 45.000 und 60.000 Individuen. Auf den Inseln Amsterdam und Sankt Paul wird die Art vermutlich nicht erhalten bleiben, weil sie hier einem hohen Feinddruck durch Prädatoren wie Raubmöwen ausgesetzt ist. Die Bestände auf dem Kerguelen-Archipel sind insgesamt abnehmend.
Der Bestand der Unterart A. e. drygalskii betrug zwischen 1966 und 1984 stabil zwischen 1000 und 1350 Individuen und wurde für das Jahr 2002 auf 1800 bis 2100 Individuen geschätzt. Die Situation auf den einzelnen Inseln der Crozetinseln ist jedoch unterschiedlich. Auf der Île aux Cochons brüten nur noch zwischen einem und fünf Paare. Sie sind hier einem hohen Druck durch verwilderte Katzen ausgesetzt. Die Insel wird aber offenbar immer wieder durch Brutpaare besiedelt, die von den Îlots des Apôtres stammen.

## Lebensraum, Nahrung und allgemeine Verhaltensmerkmale
Die Kerguelenente hält sich vornehmlich an moorigen Senken, kleinen Binnenseen sowie in Bach- und Flussniederungen auf. Während des Winterhalbjahres kann man sie allerdings auch an geschützten Meeresbuchten beobachten. Die Vegetation ihres Lebensraumes besteht aus subarktischen Büschelgräsern, niedrigem Gestrüpp sowie heidebildenden Zwergsträuchern. Auf Grund des schlichten Federkleides sind Kerguelenenten in dieser Umgebung gut getarnt. Auf den Crozetinseln nutzt die Kerguelenente während des Frühlings und des Sommers vor allem die Lagerplätze des Südlichen See-Elefanten.
Die Kerguelenente sucht ihre Nahrung überwiegend tagsüber an den Stränden der Tümpel und Meeresbuchten. Sie sucht dabei auch die Ruhezonen der See-Elefanten auf. Sie nimmt überwiegend tierische Nahrung auf, zu der Krustentiere sowie Wirbellose zählen, die im feuchten Ufersubstrat vorkommen. Während der Nahrungssuche bildet sie häufig kleinere Trupps. Auf den nächtlichen Ruheplätzen finden sich häufig größere Scharen dieser Entenart ein. Während der Mauser sucht sie vermutlich ihre Nahrung auch während der Nacht.
Die Kerguelenente ist zu Fuß sehr schnell und gewandt. Häufig ruht sie auf Felsen oder größeren Steinen. Sie ist außerdem ein guter Flieger. Ihre geringe Körpergröße ermöglicht es ihr, ähnlich wie Tauchenten ohne Einsatz der Flügel zu tauchen. Während der Schwingenmauser, wenn die Enten flugunfähig sind, halten sie sich meist an Uferbänken oder unter Kerguelenkohl versteckt auf. Sie nutzen in dieser Zeit auch die Höhlen, um sich zurückzuziehen.

## Fortpflanzung
Die Fortpflanzungszeit fällt in die Monate November bis Februar. Die Kerguelenente brütet häufig in Höhenlagen bis 500 Meter. Die Nester stehen in einiger Entfernung voneinander und werden in Gras und niedrigem Bodenbewuchs gebaut. Genutzt werden auch Felsenbänder in der Nähe von Gewässern. Die Nistmulde wird mit Moos und Daunen ausgelegt. Die Eier sind blass olivgrün und mit einer Größe von 53,6 × 37,8 Millimetern nur wenig kleiner als die der Spießente, obwohl die Kerguelenente deutlich kleiner ist als diese. Das Vollgelege weist durchschnittlich fünf Eier auf. Es kommen aber auch Gelege mit zwei bis sechs Eiern vor. Es brütet allein das Weibchen. Die Brutzeit freilebender Kerguelenenten ist unbekannt.
Die Küken werden allein vom Weibchen geführt, das Fressfeinde auch verleitet. Die Küken werden auf Süßgewässern herangezogen und sehr frühzeitig vom Weibchen verlassen. Die Jungenten bilden große Trupps, solange sie noch flugunfähig sind. Abgesehen von den eingeführten Katzen und Ratten sind vor allem Raubmöwen Fressfeinde der Küken. Die Küken und Jungenten führen deshalb ein sehr verstecktes Leben.

## Mensch und Kerguelenente

### Auswirkung des Menschen auf den Bestand
Zur Hochzeit der Jagd auf Wale, Robben und Pinguine auf den Kerguelen zwischen 1800 und 1870 wurde die Kerguelenente intensiv bejagt. Da Kerguelenenten wie viele andere auf Inseln vorkommende Vogelarten gegenüber dem Menschen nicht sonderlich scheu sind, ist die Kerguelenente eine einfache Jagdbeute. Das Verbreitungsgebiet ist Teil der Französischen Süd- und Antarktisgebiete und weist keine permanenten Bewohner auf. Allerdings überwintern jährlich 140 Forscher hier und im Sommer kann sich die Anzahl der anwesenden Personen im Gebiet verdoppeln. Seit der Einrichtung von Forschungsstationen werden auf der Hauptinsel des Kerguelenarchipels jährlich zwischen Mai und Oktober etwa 200 bis 300 Kerguelenenten geschossen. Diese Abschusszahlen sind angeblich ohne Auswirkung auf die Individuenzahl.
Problematischer für den Bestand der Kerguelenente wirkt sich potentiell die Einführung von Katzen aus. Sie wurden 1956 ausgewildert, um die Ratten und Mäuse zu kontrollieren, die sich infolge der menschlichen Siedlungsaktivitäten auf der Insel ausgebreitet hatten. Die Katzen haben sich bislang erfolgreich dem Versuch widersetzt, diese Einführung wieder rückgängig zu machen. Derzeit stellen Sturmvögel noch die hauptsächliche Beute der Katzen dar. Es ist jedoch möglich, dass die Katzen sich auf diese Entenart konzentrieren werden, wenn die Sturmvögel niedrigere Bestandszahlen erreicht haben. Ein anderes Problem sind die eingeführten Kaninchen, die die Vegetation nachhaltig verändert haben. So wurde der Kerguelenkohl, der den Enten Deckung vor allem während der Mauser bietet, durch die Kaninchen in Bereiche zurückgedrängt, die für diese unzugänglich sind, und kommt auf den Kerguelen heute nur mehr verstreut auf einigen wenigen Halbinseln vor. Mitte der 1990er wurde mit der Planung der Wiederherstellung der ursprünglichen Vegetation der Kerguelen begonnen; in Testläufen konnten zuvor auf drei kleinen Inseln die Kaninchen erfolgreich ausgerottet werden, durch angeschwemmte Samen siedelte sich daraufhin der Kerguelenkohl wieder an. Derzeit reagieren die Enten auf die verringerten Bestände an Kerguelenkohl, indem sie sich während der Schwingenmauser den Tag über in Höhlen aufhalten und nachts nach Futter suchen.

### Haltung in menschlicher Obhut
Die auf den Crozetinseln lebende Unterart wurde bislang noch nicht importiert (Stand 1999). Von der Nominatform gelangten 1950 und 1951 einige Individuen in die Gehegehaltung. Besonders erfolgreich waren Züchter in der DDR, die bis 1975 diese Entenart nachzüchten konnten. Danach ging die Reproduktionsrate auf Grund von Inzuchtdepressionen stark zurück. Der letzte Altvogel aus diesen Nachzuchten verstarb 1984. Ähnlich war der Zuchtverlauf beim britischen Wildfowl Trust. Hier starb der letzte Altvogel 1986. Kerguelenenten sind zumindest 1969 in den USA nachgezüchtet worden. Über den dortigen Altvogelbestand ist aber nichts bekannt.

## Etymologie und Forschungsgeschichte
Die Erstbeschreibung der Kerguelenente erfolgte 1875 durch Richard Bowdler Sharpe unter dem Namen  Querquedula eatoni. Das Typusexemplar hatte Alfred Edwin Eaton  von den Kerguelen mitgebracht. 1758 führte Carl von Linné die neue Gattung Anas ein, der dieser 39 Arten zuordnete. Anas, anatis ist das lateinische Wort für „Ente“. Der Artname »eatoni«  ist dem Sammler des Typusexemplars gewidmet.

## Belege